# Sphaeropaeus globusmagicus
Sphaeropaeus globusmagicus är en mångfotingart som beskrevs av Jeekel 1951. Sphaeropaeus globusmagicus ingår i släktet Sphaeropaeus och familjen Zephroniidae. Inga underarter finns listade i Catalogue of Life.